# Quando le signore si incontrano
Quando le signore si incontrano (When Ladies Meet) è un film del 1941 prodotto negli Stati Uniti e diretto da Robert Z. Leonard.
È il remake di When Ladies Meet, film del 1933 diretto da Harry Beaumont ed è tratto dall'omonima commedia di Rachel Crothers, grande successo di Broadway che aveva debuttato al Royale Theatre il 6 ottobre 1932.
Cedric Gibbons, Randall Duell e Edwin B. Willis furono candidati all'Oscar per la miglior scenografia.

## Trama
Mary è una scrittrice che ha una relazione illusoria col suo editore, che però scopre essere sposato. Il suo fedele innamorato invece conosce la moglie dell'editore e provoca un incontro tra le due donne.

## Produzione
Prodotto da Orville O. Dull e Robert Z. Leonard per la Metro-Goldwyn-Mayer, il film venne girato dal 23 giugno all'11 agosto 1941 negli studi della MGM di Culver City al 10202 di W. Washington Blvd.
Per il sonoro, sotto la direzione di Douglas Shearer, venne usato il sistema mono. Il film, della lunghezza di 2.882,8 metri, consisteva in undici rulli.
Spring Byington, che nella commedia originale di Broadway aveva interpretato Mrs. Bridget Drake, riprese il personaggio anche nel film.